# Ludwig Mauthner
Ludwig Mauthner (Praga, 13 de abril de 1840 - Viena, 20 de octubre de 1894) fue un oftalmólogo austriaco que realizó importantes estudios en neuroanatomía y oftalmología.
Estudió medicina en la Universidad de Viena, donde se doctoró en el año 1861. En 1864 fue nombrado privatdozent de oftalmología, lo que le permitía la enseñanza universitaria. En 1869 fue nombrado profesor de la Universidad de Innsbruck y en 1877 volvió a Viena, donde obtuvo el cargo de director de la "Allgemeine Poliklinik", siendo nombrado catedrático de oftalmología de la Universidad de Viena en 1894; sin embargo falleció de forma súbita e inesperada la noche en que se anunció formalmente su nombramiento.
Entre sus aportaciones a la ciencia, una de las más importantes consistió en realizar la primera descripción de la coroideremia, enfermedad oftalmológica hereditaria que diferenció de la retinosis pigmentaria, con la que guarda muchas similitudes. También describió las llamadas células de Mauthner, neuronas gigantes situadas en el bulbo raquídeo de peces y anfibios, cuya función es coordinar los movimientos natatorios y el reflejo de huida en estos animales.